# Oligia parathermes
Oligia parathermes là một loài bướm đêm trong họ Noctuidae.